# Dilip Bose
Dilip K. Bose, né le 28 mai 1922 à Jamshedpur dans les Indes Britanniques et mort à Calcutta en 1998, est un ancien joueur de tennis indien.

## Carrière
Il a joué pour l'équipe d'Inde de Coupe Davis en 1947 et 1948.
Il est connu pour avoir remporté la première édition du Championnat international d'Asie, organisé à Calcutta en 1949. En 1950, il devient le premier joueur de tennis asiatique à être tête de série pour le tournoi de Wimbledon (n°15)[réf. souhaitée].
Il a atteint les huitièmes de finale du tournoi de Wimbledon en 1947 grâce notamment à sa victoire sur Harry Hopman (6-4, 0-6, 3-6, 8-6, 8-6) au second tour. Il est défait par Tom Brown sur le score de 4-6, 8-6, 6-4, 6-4. Au tournoi de Roland-Garros, il a passé un tour en 1948.
Après sa carrière, il a notamment entraîné Premjit Lall et Jaidip Mukerjea.

### Palmarès
- 1949 India National Championships
- 1949 Asian Championships
- 1950 Priory Club Birmingham

## Parcours dans les tournois duGrand Chelem

### En simple
| Année | Open d'Australie | Open d'Australie | Internationaux de France | Internationaux de France | Wimbledon       | Wimbledon   | US Open | US Open |
| ----- | ---------------- | ---------------- | ------------------------ | ------------------------ | --------------- | ----------- | ------- | ------- |
| 1939  | —                | —                | —                        | —                        | 1er tour (1/64) | H. Pfaff    | —       | —       |
| 1947  | —                | —                | —                        | —                        | 3e tour (1/16)  | Y. Petra    | —       | —       |
| 1948  | —                | —                | 3e tour (1/16)           | G. Cucelli               | 1/8 de finale   | T. Brown    | —       | —       |
| 1950  | —                | —                | 1er tour (1/64)          | H. Bolelli               | 2e tour (1/32)  | H. van Swol | —       | —       |

N.B. : à droite du résultat se trouve le nom de l'ultime adversaire.